# Apriona novaeguineae
Apriona novaeguineae là một loài bọ cánh cứng trong họ Cerambycidae.